# グティ王朝

グティ王朝
𒄖𒋾𒌝𒆠

グティ王朝（グティおうちょう、シュメール語: 𒄖𒋾𒌝𒆠, ラテン文字転写: gu-ti-umKI）とは、イラン高原の南西を走るザグロス山脈 の山岳民族・グティ人が衰退期にあったアッカド帝国を滅ぼして建てられた王朝である。